# Lagocephalus spadiceus
Lagocephalus spadiceus és una espècie de peix de la família dels tetraodòntids i de l'ordre dels tetraodontiformes.

## Morfologia
- Els mascles poden assolir 19,9 cm de longitud total.[1][2]

## Hàbitat
És un peix de clima subtropical i demersal.

## Distribució geogràfica
Es troba al Mar Roig (des d'on ha entrat a la Mediterrània -Israel, el Líban i la mar Egea- a través del Canal de Suez), Sud-àfrica i Austràlia.

## Observacions
És inofensiu per als humans.